# فرانكي ديبولا
فرانكي ديبولا (بالإنجليزية: Frankie DePaula)‏ مواليد 04 يوليو 1939 في جيرسي سيتي - الوفاة 14 سبتمبر 1970 في جيرسي سيتي، كان ملاكم محترف أمريكي.

## إحصائيات
خاض خلال مسيرته 30 نزالا، فاز في 20 وتعادل في 3 وخسر في 7. فاز بالضربة القاضية في 17 نزالا.

## روابط خارجية
- فرانكي ديبولا على موقع بوكس ريك (الإنجليزية) (registration required)